# Bactrodesmiastrum obscurum
Bactrodesmiastrum obscurum är en svampart som beskrevs av Hol.-Jech. 1984. Bactrodesmiastrum obscurum ingår i släktet Bactrodesmiastrum, divisionen sporsäcksvampar och riket svampar.   Inga underarter finns listade i Catalogue of Life.